# 1560 az irodalomban
Az 1560. év az irodalomban.

## Születések

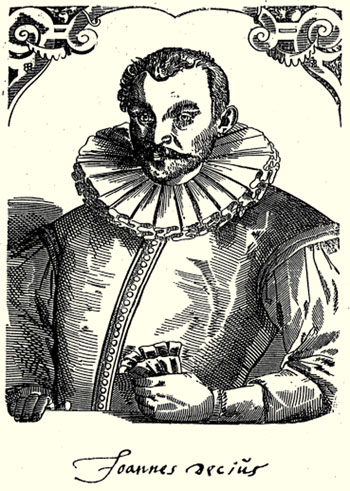
Baranyai Decsi János

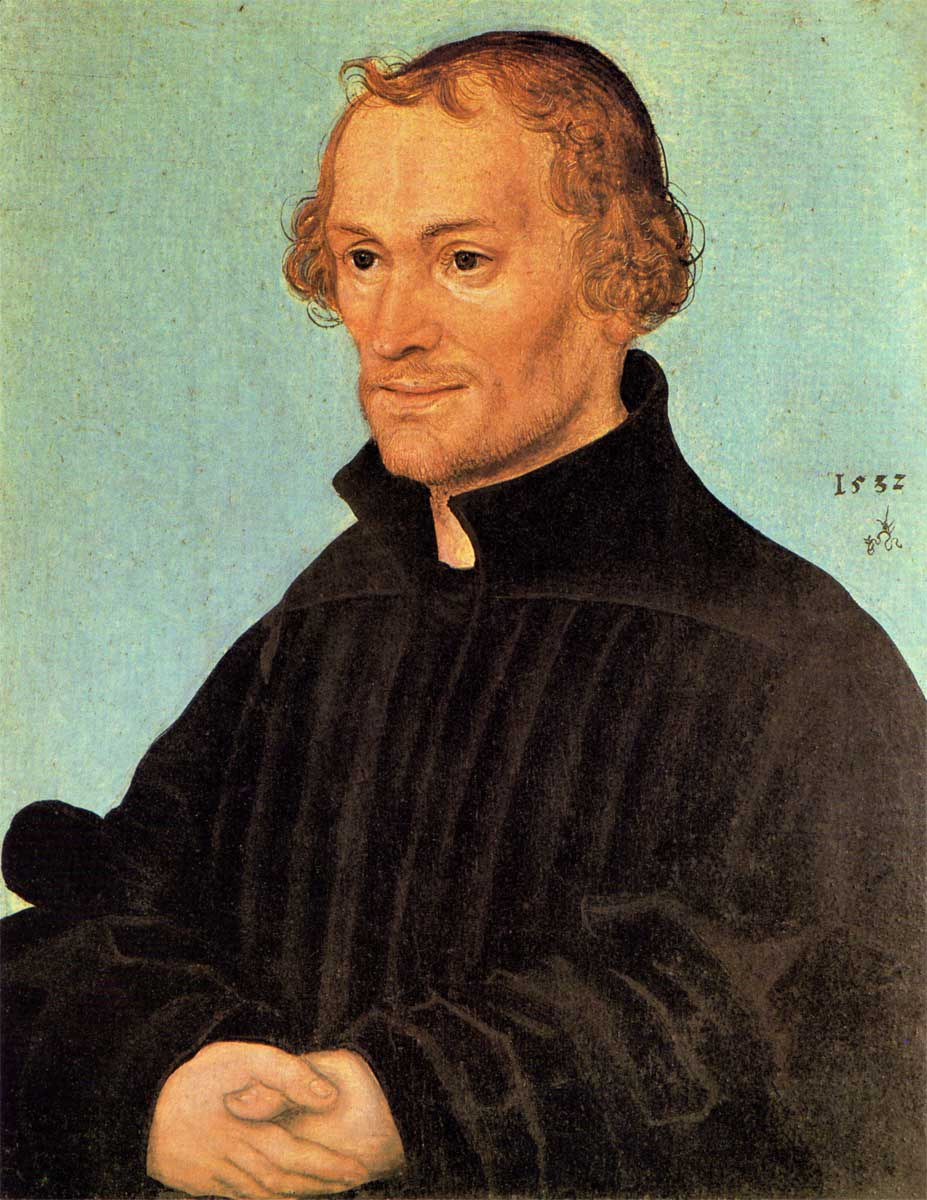
Philipp Melanchthon

- október 10. – Jacobus Arminius (Jakob Herman) németalföldi teológus, hittanár, az arminiánusok alapítója  († 1609)
- 1560 – Baranyai Decsi János (Johannes Decius Barovius) műfordító, az első magyar szólásgyűjtemény (1598) összeállítója († 1601)[1]
- 1560 – Anton Praetorius német lelkész, protestáns református teológus, író, aki harcolt a boszorkányüldözés és a kínzások ellen († 1613)

## Halálozások
- január 1. – Joachim du Bellay francia költő (* 1522)
- április 19. – Philipp Melanchthon német teológus, reformátor, Luther Márton munkatársa; Apologia címen az Ágostai hitvallás (latinul Confessio Augustana) tételeinek megfogalmazója (* 1497)
- november 7. – Petrus Lotichius Secundus (Peter Lotz, Peter Lotich) új-latin költő (* 1528)